# Polar Studios

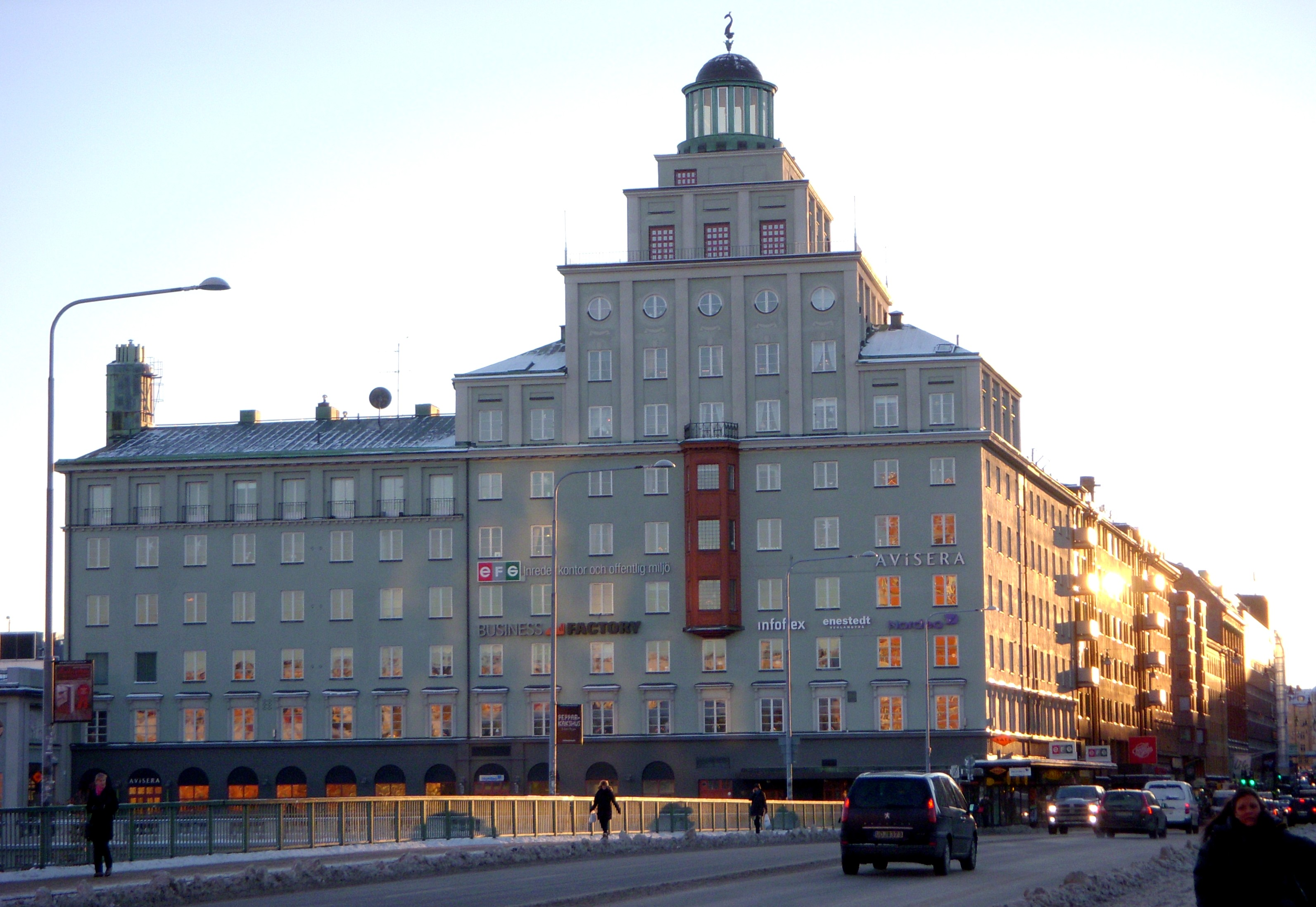
Sportpalatset sett från S:t Eriksbron, 2010.

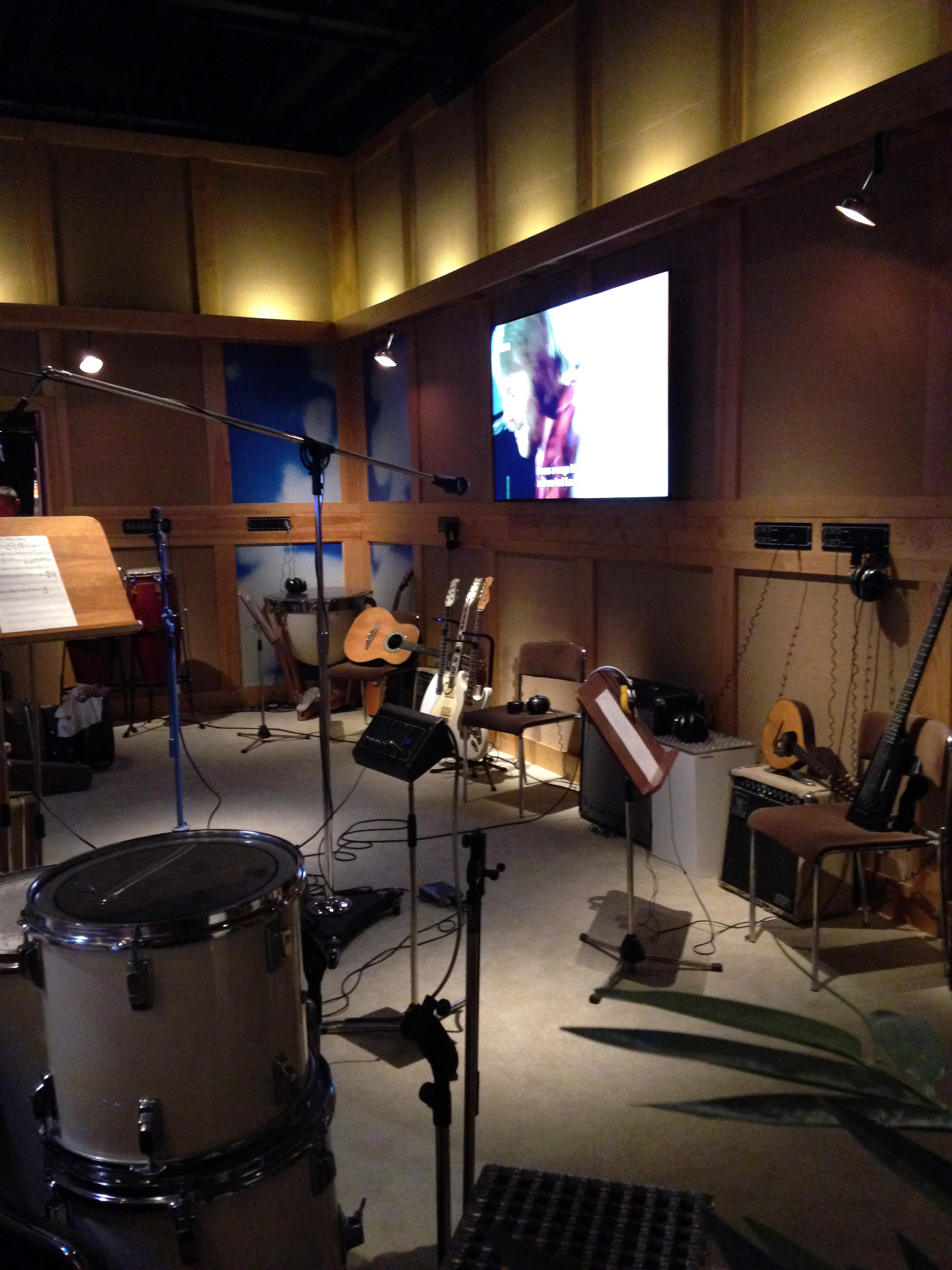
Polarstudion rekonstruerad i Abbamuseet på Djurgården, Stockholm.

Polar Studios, Polarstudion, är en inspelningsstudio i Stockholm. 
Polar Studios skapades av Benny Andersson och Björn Ulvaeus tillsammans med Stikkan Anderson på Polar Music. Den första studion låg i Sportpalatset på Sankt Eriksgatan 58 på Kungsholmen i Stockholm. Studion ritades av Jan Setterberg från Göteborg och byggdes i lokalerna som tidigare inrymt den nedlagda biografen Riverside. 1978 började man spela in i Polar Studios. 2004 lämnades den ursprungliga lokalen och Polar Studios flyttade till Hornsgatan på Södermalm i Stockholm och senare vidare till den nuvarande lokalen i Hammarby Sjöstad i Stockholm. Studion drivs numera av Lennart Östlund som anställdes av Polar Studios 1978.
I de ursprungliga lokalerna låg en tid en träningsanläggning som drevs av SATS. Numera hyser lokalen företaget Synsams huvudkontor. I lokalerna på Hornsgatan har skivbolaget Ingrid tagit över och driver studion. 
I Polar Studios gjorde den svenska popgruppen Abba alla sina skivinspelningar 1978–1982 (med ett undantag för bakgrunden till låten Voulez-Vous, som spelades in i Miami, USA, 1979). Andra som spelat in här är bland andra Rolling Stones, Led Zeppelin (In Through the Out Door), Rammstein (Herzeleid), Ramones, Roxy Music, Adam Ant, Backstreet Boys, Beastie Boys, Belinda Carlisle, Burt Bacharach, Emma Bunton, Celine Dion, Genesis (Duke), Tony Banks, Eva Dahlgren, Tomas Ledin, So What, Magnus Uggla, Big Country och Roxette.
Kedjan 4sound köpte upp Polar Studios lokaler men det slutade med att de gick i konkurs 2017. Därefter köpte Kristofer Krook upp lokalerna och än idag är det replokaler och studioinspelningar som sker i dessa rum. 

### Fotnoter
1. ↑  ”Allt ska bort!”. Dagens Nyheter. 22 augusti 2004. Arkiverad från originalet den 1 september 2004. https://archive.is/20040901060638/http://www.dn.se/DNet/jsp/polopoly.jsp?d=1058&a=301936&previousRenderType=3. Läst 1 januari 2007.
2. ↑  ”Musikkedjan-4-sound-i-konkurs/”. 18 september 2021. https://www.di.se/nyheter/musikkedjan-4-sound-i-konkurs/. Läst 18 september 2021.